# Primula hilaris
Primula hilaris är en viveväxtart som beskrevs av William Wright Smith. Primula hilaris ingår i släktet vivor, och familjen viveväxter. Inga underarter finns listade i Catalogue of Life.